# Верт, Александр
Александр Верт (англ. Alexander Werth; 4 февраля 1901, Санкт-Петербург — 5 марта 1969, Париж) — британский журналист, корреспондент газеты The Sunday Times и радиокомпании ВВС (1941–1946), а также газеты Manchester Guardian (1946–1948) в Советском Союзе. Отец французского историка Николя Верта.

## Биография
Родился 4 февраля 1901 года в Санкт-Петербурге в семье прибалтийского немца Адольфа Верта и его жены Камиллы Шмидт (англ. Camille C. Schmidt), англичанки, которая рано умерла. Отец был довольно крупным промышленником и, по словам самого Александра Верта, «конструктивным буржуем». За несколько недель до Октябрьской революции он вывез сына в Шотландию, в Глазго.
В 1919—1922 годах Александр Верт изучал историю, философию и литературоведение в университете Глазго, где получил степень магистра искусств. По окончании университета с 1923 по 1926 год работал журналистом в Glasgow Bulletin и Glasgow Herald. В 1927 году уехал в Париж, где стал научным сотрудником Парижского исследовательского совета Колумбийского университета.
7 июля 1930 года получил британское подданство.
В 1929—1931 годах работал парижским корреспондентом Glasgow Herald, в 1931—1940 годах — Manchester Guardian, в 1940–1941 годах — дипломатическим корреспондентом Sunday Times.
В начале июля 1941 года вместе с членами Британской военной миссии прилетел в Москву с намереним стать пресс-атташе посольства Великобритании. Но эта должность уже была занята другим английским журналистом, Альфредом Торнтоном Чолертоном, и Верт стал специальным корреспондентом агентства Reuters. Первый раз он пробыл в Москве до начала октября 1941 года, вернувшись в Великобританию через Архангельск вместе с конвоем. В 1942 году опубликовал книгу «Москва 41-го».
В июле 1942 года Би-би-си учредила выходящую раз в две недели передачу «Русский комментарий», для которой Александр Верт писал тексты, отражавшие «русскую точку зрения».
Неоднократно бывал на фронте: на Западном фронте в сентябре 1941 г., в районе Сталинграда в январе и в самом Сталинграде в феврале 1943 г., потом в Харькове (дважды в 1943 г.), Орле (в августе 1943 г.), в Киеве, Одессе и Севастополе после их освобождения в 1944 г., в Румынии и Польше в 1944 г., и, наконец, снова в Польше и в Германии в 1945 г. Также ездил по тыловым городам, общался со многими представителями советского командного корпуса (К. К. Рокоссовским, Г. К. Жуковым, В. И. Чуйковым, Р. Я. Малиновским, В. Д. Соколовским), советской интеллигенцией (писателями К. М. Симоновым, А. А. Сурковым, И. Г. Эренбургом, М. А. Шолоховым, А. А. Фадеевым, Б. Л. Пастернаком; композиторами С. С. Прокофьевым и Д. Д. Шостаковичем; кинорежиссёрами В. И. Пудовкиным, С. М. Эйзенштейном и А. П. Довженко).
С 1946 по 1948 год был московским корреспондентом Manchester Guardian. В 1949—1953 годах снова работал в Париже в качестве корреспондента британской New Statesman and Nation и американской New York Nation.
С 1953 по 1955 год проводил исследования в Манчестерском университете. В 1956 году опубликовал подробную политическую историю Франции времен оккупации и послевоенного периода «Франция. 1940—1955», основанную как на личных впечатлениях и общении с политическими и военными деятелями, так и на исторических источниках.
В 1964 году вышла его книга «Россия в войне. 1941—1945», переведенная на многие языки (в сильном сокращении на русский — в 1967), которая до сих пор остается одним из наиболее ярких и впечатляющих описаний Великой Отечественной войны.
По словам его сына, французского историка Николя Верта, Александр Верт надеялся на либерализацию советского режима. Вторжение войск Варшавского договора в Чехословакию в 1968 году разрушило все его надежды и привело к самоубийству. Его прощальная записка гласила: «Прощай, моя Россия».

## Верт о Великой Отечественной войне
На Западе некоторые спрашивали иногда у меня, как Россия могла вести и выиграть эту титаническую народную войну в условиях жёсткой власти Сталина. Но народ сражался, и он сражался, прежде всего, чтобы защитить «самого себя», то есть свою родину; а у Сталина было достаточно здравого смысла, чтобы с самого начала понять, что это, прежде всего — война Отечественная. В трудные дни 1941 г. он не только прямо провозгласил, что народ сражается в этой войне за Россию и за свои национальные традиции, пробудив тем самым в советских людях чувство национальной гордости и чувство задетого национального самолюбия, но и сумел добиться того, что его признали национальным вождем. Было бы, разумеется, слишком большим упрощением считать (как считают некоторые), что это была «национальная» или даже «националистическая» война и ничего больше. Нет, в этой национальной, народной войне советские люди сражались также за свою советскую власть
— Предисловие к русскому переводу книги «Россия в войне», 1966.

Я читал Верта, это честные книги, он провёл все годы войны у нас, английским корреспондентом, он знает многое из того, что я, например, не знал, но он и не знает многого из того, что мы все знали, вернее чувствовали. Верт хорошо поработал, и книги его хорошо работают.— Д. А. Гранин. Прекрасная Ута // Наш комбат: Авт.сб. — М.: АСТ, 2004. — 448 с. — (Мировая классика). — 10 000 экз. — ISBN 5-17-024314-6. Архивировано 11 июня 2008 года.